# Cómo ganar amigos e influir sobre las personas
Cómo ganar amigos e influir sobre las personas (en la versión original How to Win Friends and Influence People) es un libro escrito por Dale Carnegie, publicado por primera vez en 1936. Ofrece consejos prácticos para mejorar las relaciones interpersonales y la capacidad de liderazgo. Carnegie enfatiza la importancia de no criticar, condenar ni quejarse, sugiriendo en su lugar demostrar aprecio sincero y despertar un deseo vehemente en los demás. Destaca el interés genuino en las personas, el poder de una sonrisa, la importancia de recordar y usar los nombres de las personas, ser un buen oyente, hablar de lo que interesa a los demás y hacer que los demás se sientan importantes.
Para influir en las personas, el autor recomienda evitar discusiones, respetar las opiniones ajenas, admitir los propios errores, empezar de manera amigable, conseguir que los demás digan "sí" inmediatamente, permitir que la otra persona hable más, hacer que las ideas parezcan propias de los demás, ver las cosas desde su punto de vista, mostrar simpatía, apelar a motivos nobles, dramatizar ideas y lanzar retos. Leon Shimkin, de la firma publicitaria Simon & Schuster tomó uno de los cursos de 14 semanas impartidos por Carnegie en 1934. Shimkin convenció a Carnegie para dejar que un taquígrafo tomara notas de su curso para preparar una publicación. 
En el liderazgo, Carnegie sugiere empezar con elogios y aprecio sincero, llamar la atención sobre los errores de manera indirecta, hablar de los propios errores antes de criticar, hacer preguntas en lugar de dar órdenes directas, permitir que las personas salven su prestigio, elogiar el progreso, atribuir buenas reputaciones, alentar y hacer que los errores parezcan fáciles de corregir, y procurar que los demás se sientan satisfechos haciendo lo que uno quiere.
Estos principios buscan fomentar el respeto mutuo, la empatía y la motivación, creando relaciones más efectivas y armoniosas tanto en el ámbito personal como profesional.

## Capítulos y puntos principales

### Doce cosas que este libro hará por usted
El libro tiene seis capítulos.  Las partes principales de cada capítulo se citan a continuación.
1. Sacarle de un estereotipo mental, darle nuevas ideas, nuevas visiones, nuevas ambiciones.
2. Permitirle hacer amigos fácil y rápido.
3. Incrementar su popularidad.
4. Ayudarle a convencer a más personas a su modo de ver la vida.
5. Aumentar su influencia, su prestigio, su habilidad para lograr objetivos.
6. Permitirle ganar nuevos clientes.
7. Aumentar su capacidad para generar ingresos.
8. Hacerle un mejor vendedor, y un mejor hombre de negocios.
9. Ayudarle a manejar quejas, evitar discusiones, hacer su interacción humana más sencilla y placentera.
10. Convertirlo en un mejor orador y conversador agradable.
11. Hacerle fácil, en sus relaciones diarias, la aplicación de principios psicológico.

### Técnicas fundamentales para tratar con la gente
1. No critique, no condene, ni se queje.
2. Dé aprecio honesto y sincero.
3. Despierte en las personas un deseo ardiente.

### 9 formas de convertirse en una persona agradable
1. Muestre un interés genuino en otras personas.
2. Sonría.
3. Recuerde que el nombre de una persona es, para esa persona, el más dulce y más importante sonido en cualquier idioma.
4. Sea un buen oyente. Anime a otros a hablar de ellos mismos.
5. Converse en términos de los intereses de la otra persona.
6. Haga que la otra persona se sienta importante – y hágalo sinceramente.
7. Haga que la otra persona hable de sí misma.
8. Demuestre atención sobre los temas hablados con esa persona.
9. Sea optimista y motivador.

### Doce formas de ganar personas a su modo de pensar
1. La única forma de sacar lo mejor de una discusión es evitándola.
2. Muestre respeto por las opiniones de la otra persona. Nunca diga "estás equivocado".
3. Si usted está equivocado, admítalo rápida y enfáticamente.
4. Inicie sus conversaciones de forma amigable.
5. Comience con preguntas a las cuales la otra persona contestará "sí".
6. Deje a la otra persona sentirse a gusto con la conversación.
7. Deje que la otra persona sienta que la idea es suya.
8. Intente honestamente ver las cosas desde el punto de vista de la otra persona.
9. Sea empático con las ideas y deseos de la otra persona.
10. Apele a los motivos más nobles.
11. Ponga entusiasmo en sus ideas.
12. Lance un desafío.

### Sea un líder: cómo cambiar a las personas sin ofender o despertar resentimiento
1. Inicie con aprobación y apreciación honestas.
2. Marque los errores de su interlocutor de forma indirecta.
3. Hable de sus propios errores antes de citar los de la otra persona.
4. Haga preguntas en lugar de dar órdenes directas.
5. Deje a la otra persona defenderse.
6. Elogie cada mejora.
7. Genere y fomente una buena reputación acerca de los demás.
8. Use la inspiración y la motivación para lograr que los fallos se vean fáciles de corregir.
9. Haga que la otra persona se sienta feliz de hacer lo que usted sugirió.

### Cartas que producen resultados milagrosos
Este capítulo fue incluido en la edición original de 1936 pero omitido en la edición de 1981. En este capítulo, el más corto del libro, Carnegie analiza dos cartas y describe cómo apelar a la vanidad de alguien con la frase "hazme un favor" en oposición a preguntar directamente por algo que no ofrece el mismo sentimiento de importancia para la persona en cuestión.

### Ocho reglas para hacer su vida en el hogar más feliz
Esta sección fue incluida en la edición original de 1936 pero omitida de la edición revisada de 1981.
1. No reniegue.
2. No intente mejorar a su pareja.
3. No critique.
4. Dé muestras de apreciación sincera.
5. Dé pequeñas atenciones o detalles.
6. Sea atento.
7. Lea un buen libro o no
8. Se feliz al lado de la persona correcta

## En la cultura popular
- Warren Buffett asistió al curso de "How to Win Friends and Influence People" con 20 años de edad, y a día de hoy todavía tiene el diploma en su oficina.[3]
- David Letterman usó la frase "How to Shoot Friends and Influence People" en el número 10 de su lista de los diez "Chapter Titles in Dick Cheney's Memoir", refiriéndose al accidente de caza del político.[4]
- Charles Manson declaró que en prisión había aprendido del libro cómo manipular a mujeres para que asesinen en su nombre.[5]